# Tresoria

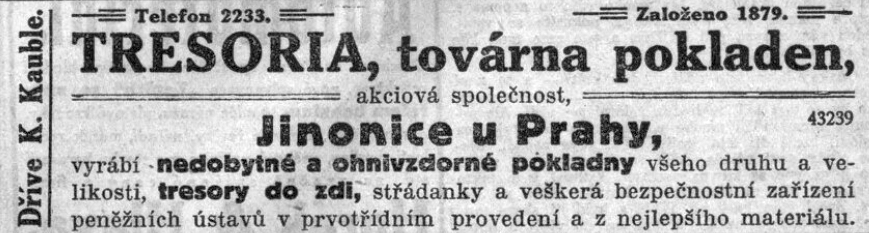
Tresoria, továrna pokladen (inzerát v Národních listech 1922)

Tresoria byla česká firma vyrábějící trezory. Založena byla v roce 1879 v Praze, zanikla znárodněním v roce 1948. Výrobní areál firmy v Jinonicích a její budovy Na Hutmance 347/2 jsou dodnes zachovány těsně u železniční trati v sousedství bývalého areálu Waltrovky a jsou ukázkou kultivované průmyslové architektury počátku 20. století. V 30. letech 20. století Tresoria změnila sídlo (Václavské nám. 3 Praha - Nové Město), reprezentační prodejna byla v Havelské ulici 29 (Praha - Staré Město), ale výrobní provozy zůstaly v Jinonicích.

## Historie
Společnost byla založena roku 1879, jako vůbec první továrna ohnivzdorných pokladen v Čechách a nesla název svého zakladatele A. Kauble s.r.o., Smíchov. Po úmrtí majitele v roce 1882 byl ve vedení firmy Karel Kauble. Sídlem společnosti byla kancelář na Novém Městě v Palackého čp. 917/7. Karel Kauble byl v roce 1890 mj. členem výboru Pražských mistrů zámečnických. V roce 1908 se společnost přestěhovala vzhledem k přestavbě domu do Palackého čp. 721/3 a současně otevřela výrobní závod na Smíchově v Karlově ul. č. 35 (dnes Holečkova).
Později v roce 1912 byla společnost převzata a přejmenována na Tresoria, továrna pokladen, společnost s r.o. Po 1. světové válce došlo ke všeobecnému rozmachu tak, že se Tresoria rozhodla společnost zakcionovat (1. ledna 1920), a začala se stavbou továrny v Jinonicích (Jinonice jsou připojeny k Praze v roce 1922 jako Praha XVII., Jinonice). O její výstavbu se zasloužil Vítězslav Kumpera. Byla vybavena na tu dobu nejmodernějšími stroji a zařízením, což jí dopomohlo k vedoucímu postavení v oboru.
Reprezentační prodejna Tresorie potom byla na Starém Městě  v Havelské 496/29. Průčelí domu i dnes doplňuje praporová žerď s iniciálou K umístěnou v ozubeném kole. Označuje majitele domu ing. Antonína a JUDr. Vítězslava Kumperovi. Forma žerdě charakterizuje zaměření rodiny, která je významně spjata s leteckou a automobilovou továrnou Walter. Dům má původní výklad s chromovanými rámy a logem firmy Tresoria. Tresorii vlastnil Vítězslav Kumpera st. (1876 - 1952), který se stal majitelem počátkem 20. století. Mimo aktivit v Tresorii byl významným akcionářem (1919), předsedou správní rady (1926) a později prezidentem společnosti J. Walter a spol.(1928), významným akcionářem elektrotechnické firmy Pála a spol. továrna elektrických článků a baterií PALABA ve Slaném (později Bateria Slaný), členem představenstva České banky Union a také byl činný v Autodopravní akciové společnosti Praha. Byl předsedou Ligy československých motoristů, vedoucím činovníkem Aero-Clubu, Česko-švédské společnosti, hlavního stanu Červeného kříže a byl vyznamenán švédským králem. Majetek rodiny Kumperovy (Kumpera) byl konfiskován dle Dekretu presidenta republiky ze dne 25. října 1945 o konfiskaci nepřátelského majetku a Fondech národní obnovy č.108/1945 Sb.

Areál firmy Tresoria (1928, 1929)
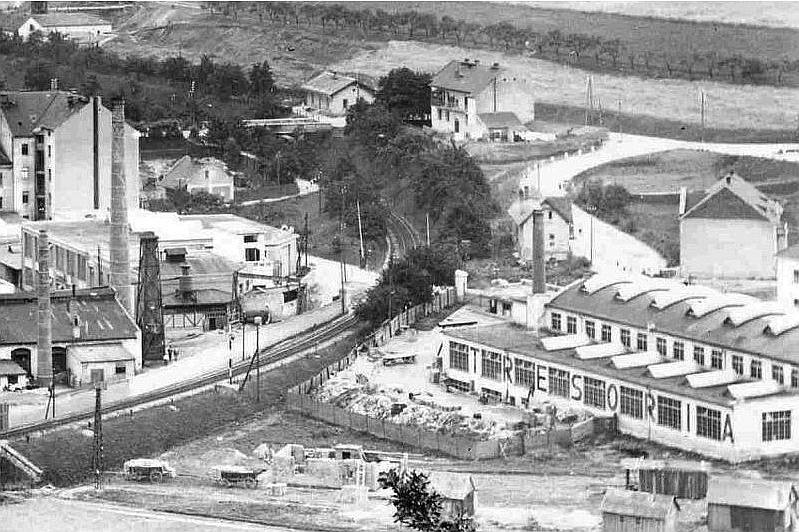
Tresoria
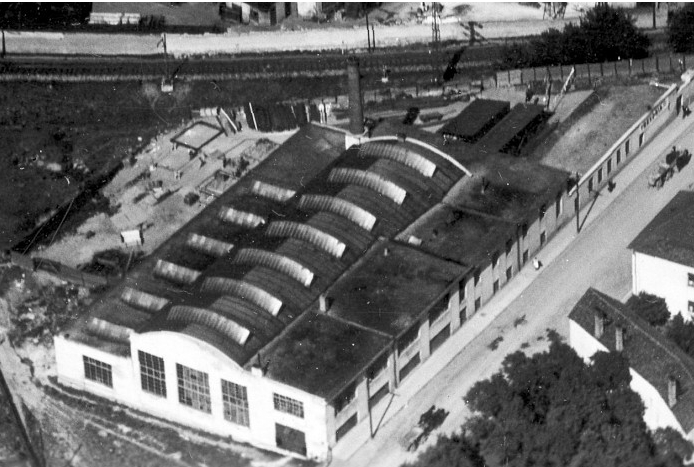
Tresoria Jinonice
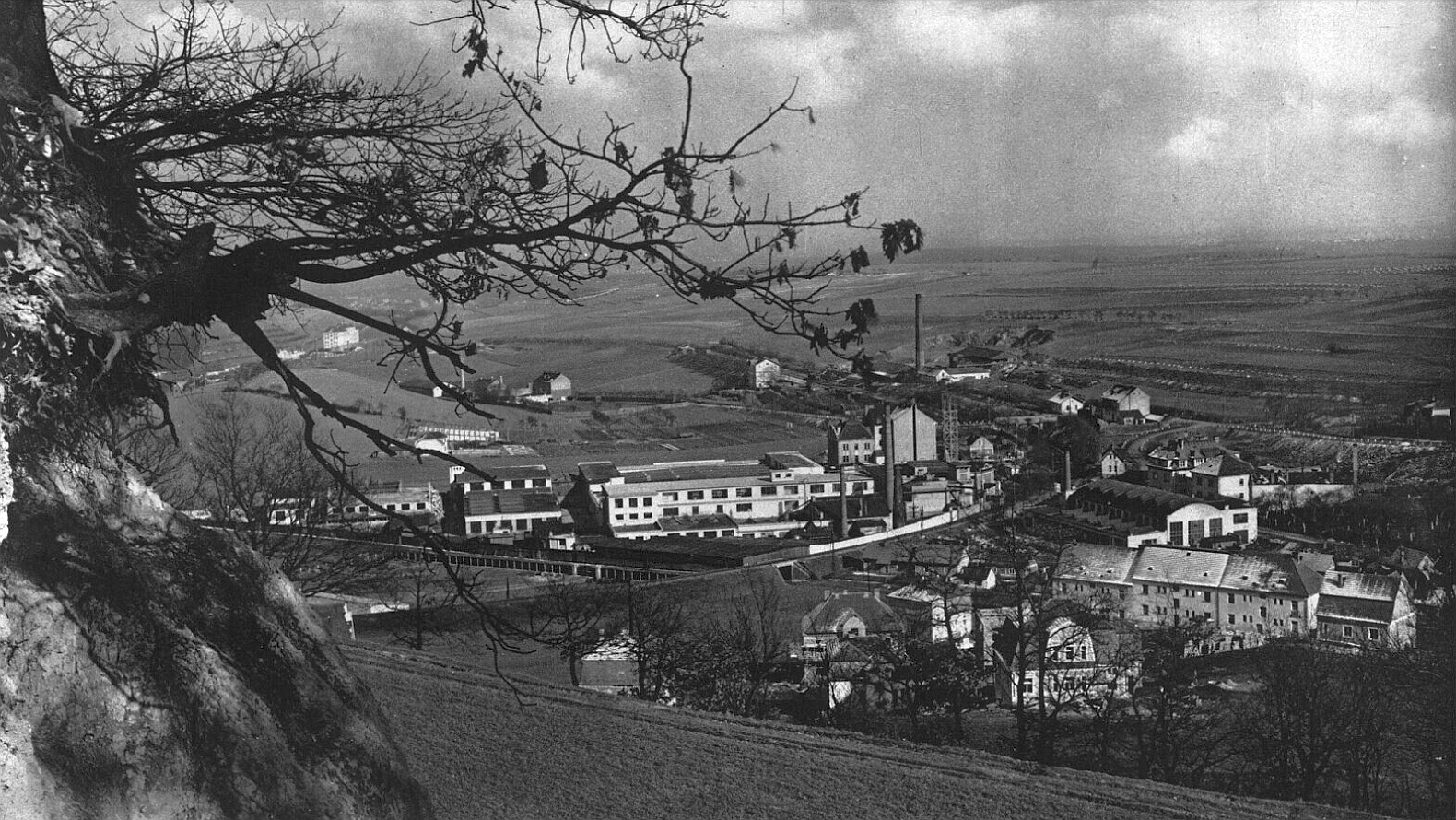
Tresoria a Walter (1929)

## Výrobní program
Pancéřové schránky, ocelopancéřované pokladny, ohnivzdorné skříně, ocelový kancelářský nábytek, regály, trezory do zdi, nedobytné kazety, ale především stavba bankovních trezorů. To byla doména výjimečné společnosti Tresoria. Nezapomínala ani na drobnější střádaly, pro ně vyráběla tzv. střádanky (Čs. patent číslo 21319). Střádanka byla malou vkusně provedenou domácí pokladničkou, kterou peněžní ústav věnoval každému, kdo složil určitou částku (počátkem 20. století to byly 3 koruny). Klíče vlastnil peněžní ústav (banka, spořitelna, záložna), aby střadatel doma pokladnu neotvíral.
Největší doménou firmy Tresoria byla stavba klasických ocelopancéřovaných trezorů a pokladen, ale nejvíce se společnost zabývala stavbou bankovních trezorů. Vedoucí místo ve stavbě trezorů pro banky zajistila firmě Tresoria patentovaná žaluziová armatura trezorových stěn z betonu (Čs. patent číslo 15182). Tuto armaturu vynalezl ing. J. Bertl, profesor vysokého učení technického v Praze. Tresoria testovala své výrobky nejen ve svých laboratořích ale nechávala provádět testy ve výzkumném ústavu technickém při vysokém učení v Praze a Brně. Díky tomu se stala jednou ze dvou českých firem, které byly schopny se svým systémem uspět při stavbách bankovních trezorů. Vysokou bezpečnost a výjimečnost systémů a výrobků Tresorie dokládá nespočet bank a peněžních ústavů v celém Československu. V roce 1926 dodala například armaturu pro státovkový trezor nově vzniklé Národní banky Československé (ČNB) v Praze v ulici Na příkopě, který je v této bance do současnosti.
V druhé polovině 20. let vyhrála Tresoria několik výběrových řízení do dodávku a výstavbu "žaluziových" trezorů s pancéřovanými stěnami z betonu, např. Poštovní úřad šekový v Praze na Václavském náměstí (hmotnost trezoru 1 500 tun, největší trezor té doby), Živnostenská banka v Praze, Městská spořitelna Pražská, Městská spořitelna na Královských Vinohradech, Městská spořitelna v Brně-Králově Poli, v Kralupech nad Vltavou a spořitelna v Lounech.
Tresoria byla "patentově" čilá. V dokumentech Úřadu průmyslového vlastnictví jsou i patenty na Zařízení k uložení a vyrovnávání zrcadel, na Samočinnou klapku a na Způsob odstraňování prachu z horkých plynů.
V letech 1936-1938 byla Tresoria subdodavatelem při stavbě pěchotních srubů. Tresoria dodala pro budované československé opevnění Ministerstvu národní obrany (Ředitelství opevňovacích prací) např. speciální heslové zámky. Jimi byly chráněny kabelové objekty pevností proti neoprávněnému vniknutí. Byly jištěny ve vstupu ocelolitinovým kabelovým poklopem, na kterém byl ozub, který samotný měl bránit vyražení poklopu, a heslovým zámkem firmy Tresoria (uchyceným na 4 šroubech), který měl přes milion kombinací. Při výstavbě pěchotních srubů K-S 14 "U Cihelny" v kladské kotlině (Králická pevnostní oblast) byla rovněž dodavatelsky účastna Tresoria. Vyrobila a montovala filtroventilace v pěchotních srubech 3. a zároveň 1. podúseku. Zadávací částka pro oba podúseky ze dne 4. května 1937 zněla na 498 879,30 Kč. Vlastní montáž byla zahájena 30. června 1937. Vojenský pevnostní objekt pěchotní srub K-S 5 "U potoka" v Králické pevnostní oblasti byl postaven v roce 1936 v rámci výstavby linie pohraničních pevností. Stejně jako okolní objekty K-S 2 až K-S 9 byl v rámci samostatného stavebního podúseku III/1 Červený potok budován pracovníky civilní firmy Ing. Karel Skorkovský z Prahy za spolupráce dalších civilních firem. I zde vnitřní zařízení  - filtroventilaci instalovala firma Tresoria. Vysoké tempo výstavby dokazuje i příklad filtroventilačních prací, které byly svěřeny firmě Tresoria 4.5.1937 a která je měla v celém úseku provést do 80 dní. Tresoria se účastnila i na výstavbě dělostřelecké tvrze Bouda, kam v létě 1938 dodala veškeré dveře.

Ukázky produkce firmy Tresoria
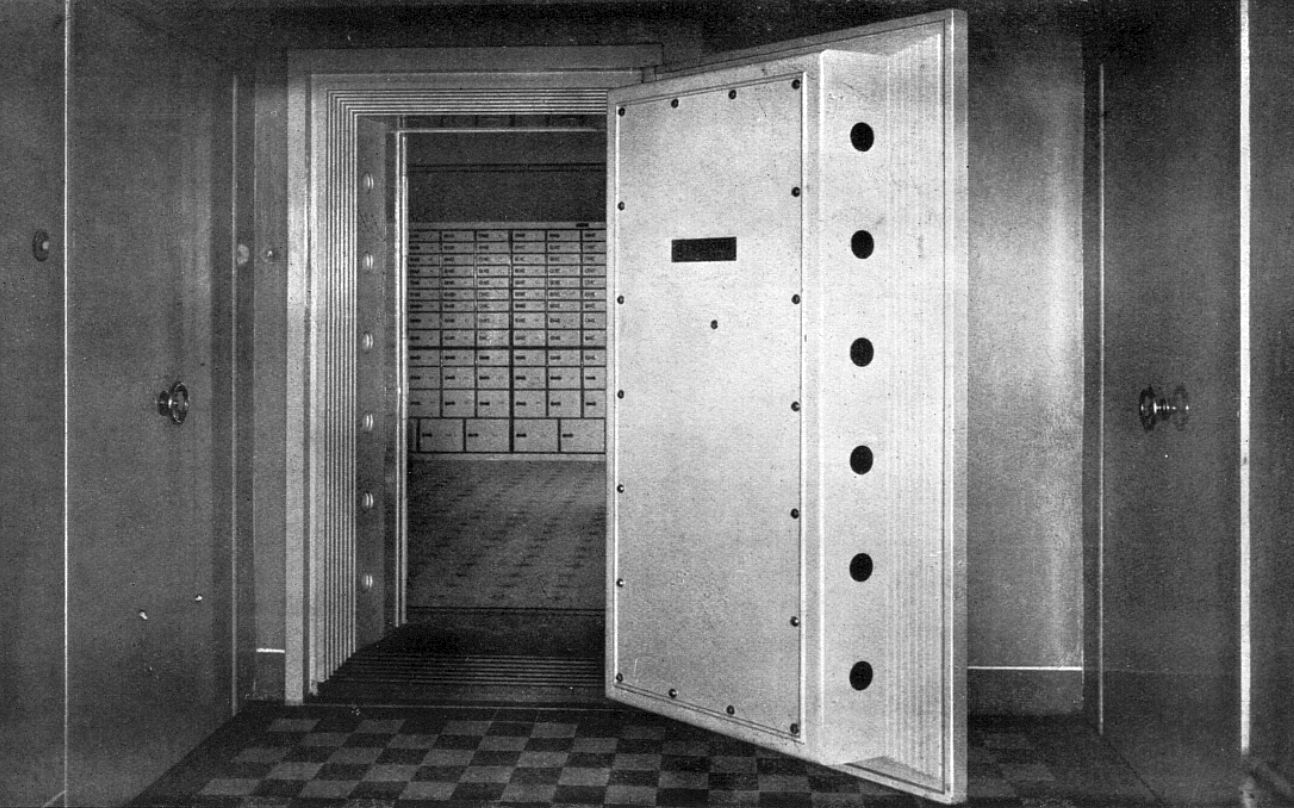
Vstup do pancéřové síně ve Spořitelně v Lounech. Trezor zhotovila fa. Tresoria (1929)
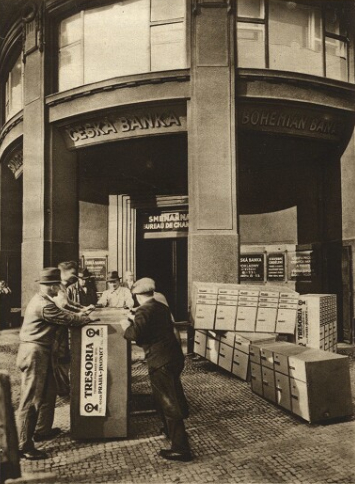
Česká banka rozšiřuje své oddělení pancéřových schránek Safex. Pancéřové schránky moderní a osvědčené konstrukce dodala firma Tresoria (1937)
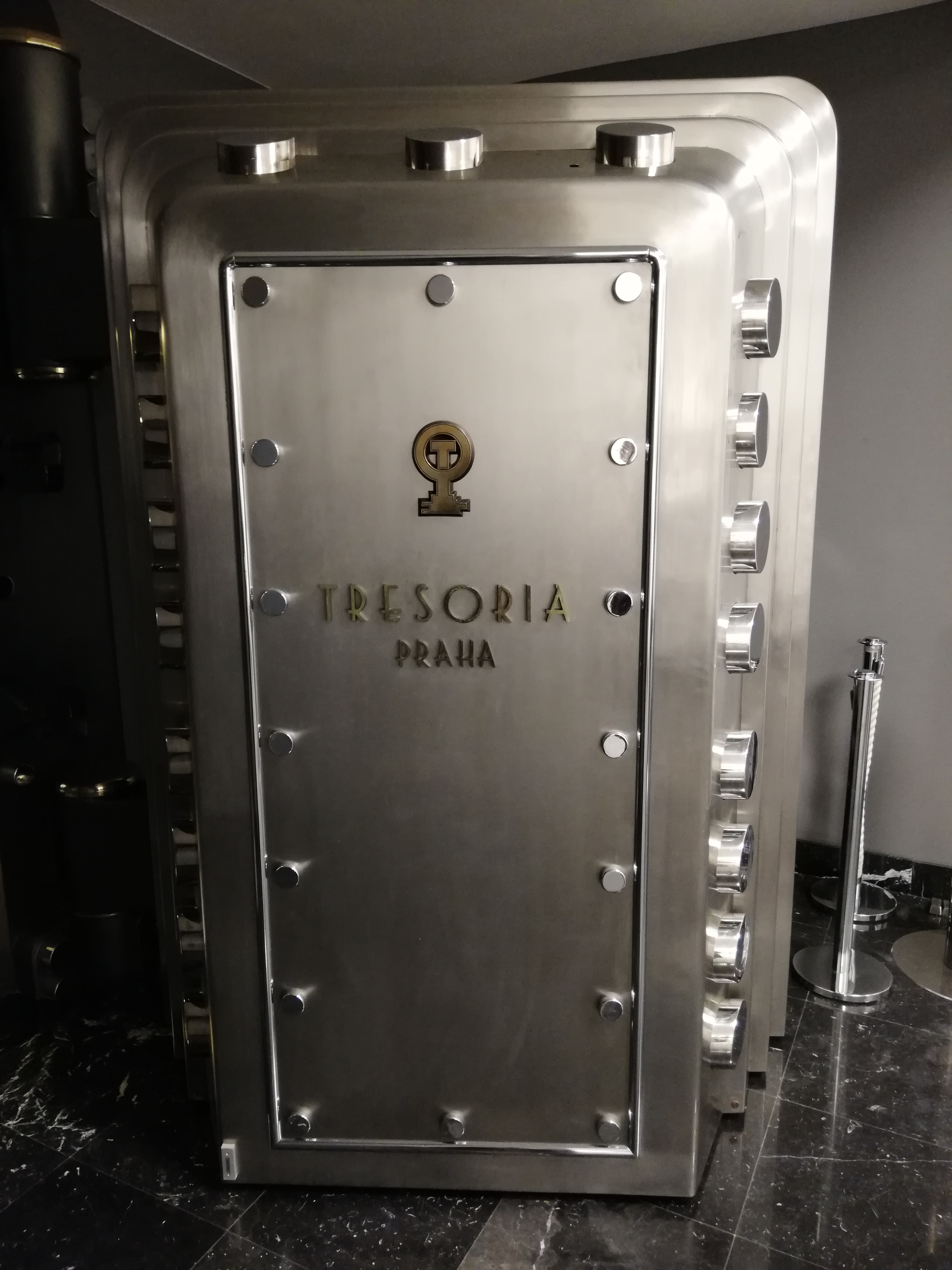
Detail vnitřního uspořádání trezorových dveří s logem a nápisem výrobce v podzemních prostorách České národní banky (1926)
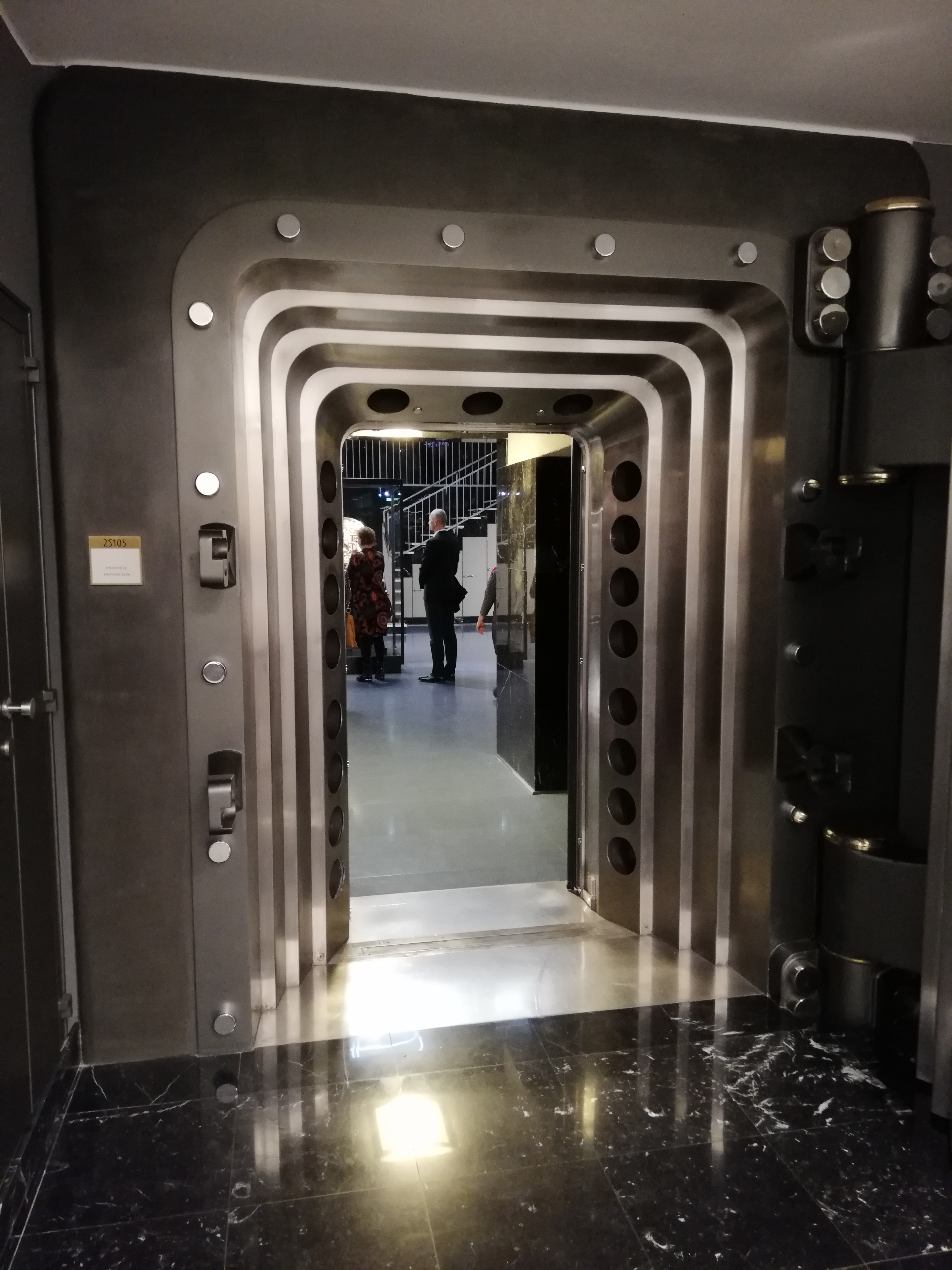
Detail zárubně bezpečnostních dveří státovkového trezoru v podzemních prostorách České národní banky (1926)
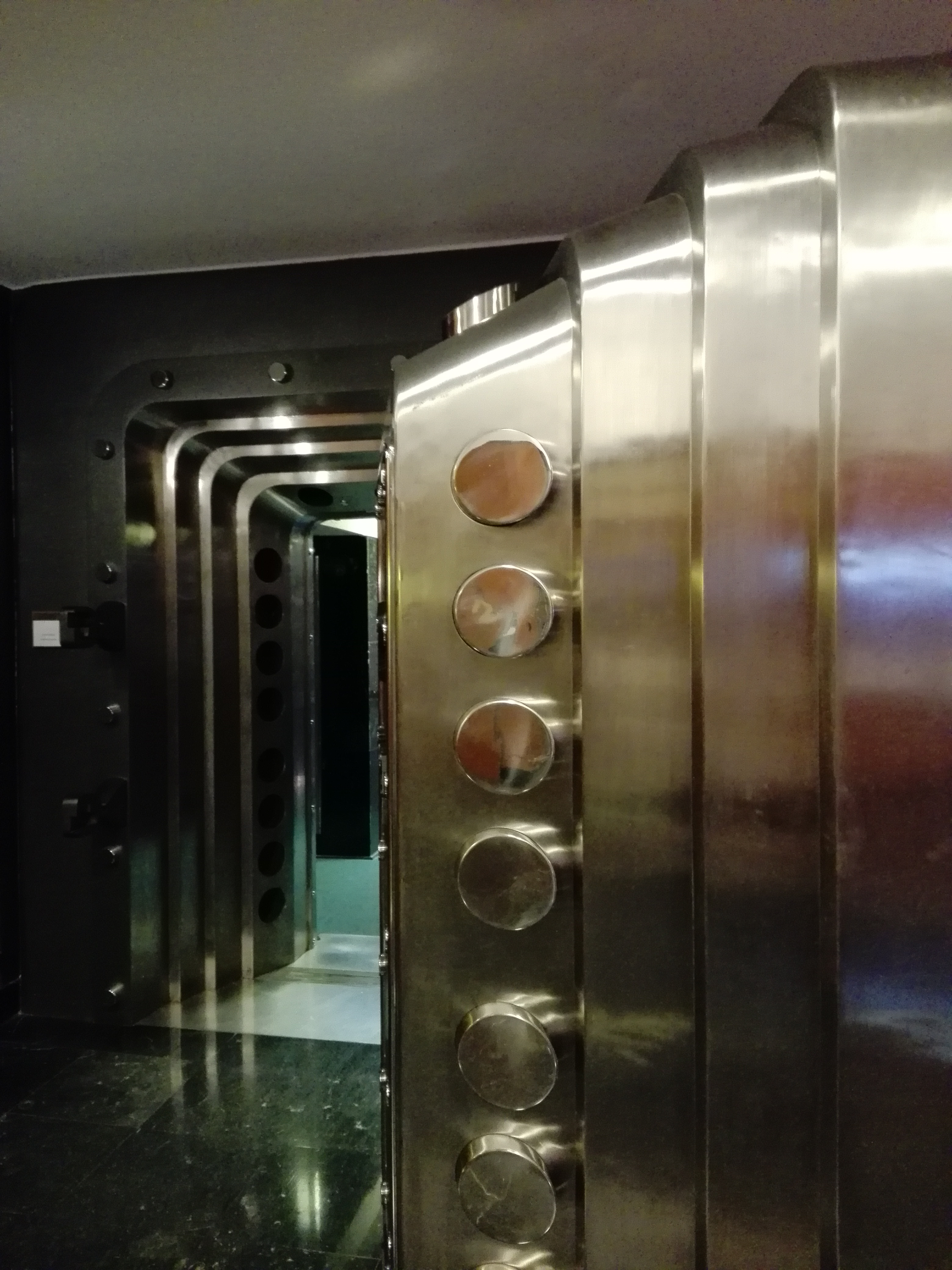
Detail vstupních „dveří Tresoria“ do trezoru ČNB
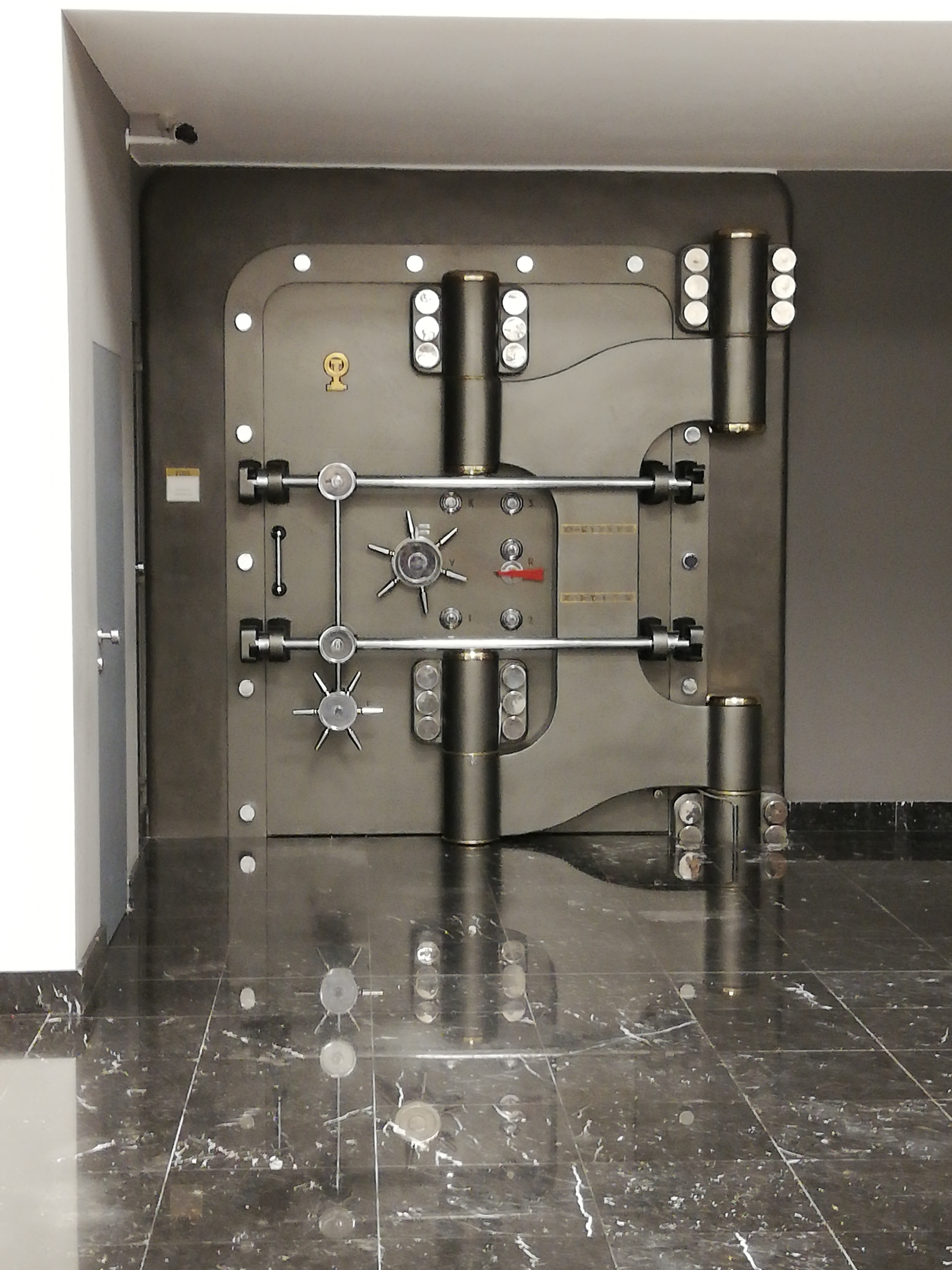
Detail vnějšího uspořádání trezorových dveří Tresoria v podzemních prostorách České národní banky
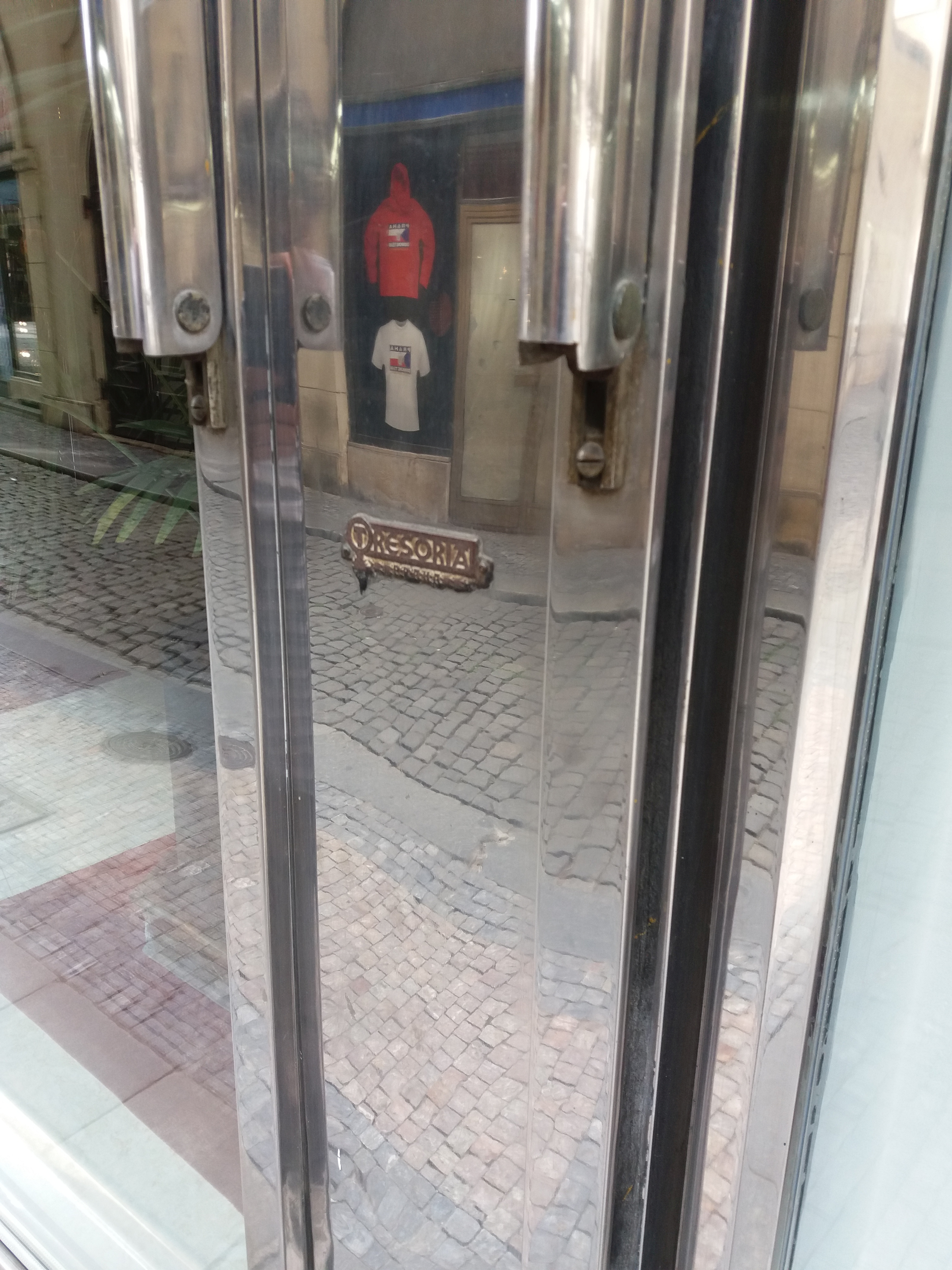
Tresoria, chromovaný rám výkladu reprezentační prodejny v Havelské ul. (2019)

## Zánik
V roce 1948 dle Zákona č. 114/1948 Sb. a dle Vyhlášky ministra průmyslu ze dne 27. června 1948 o znárodnění podniků byla "Tresoria", továrna pokladen, akciová společnost, se sídlem v Praze II, Václavské nám. 3 znárodněna. Krátce potom objekt v Jinonicích vlastnila společnost Kovona Lysá nad Labem (1948-1950), která zde měla závod 06 Jinonice. Do podniku Kovona (původně Vichr a spol., a.s., továrna na kovové zboží a nábytek Praha, závod Lysá nad Labem), bylo znárodněním začleněno několik významných závodů v oboru kovového nábytku a příbuzné výroby, mezi nimi i Tresoria. Kovona po roce 1950 převedla výrobu z pobočného závodu Jinonice do závodu v Lysé n.L. Tento závod zrušila a objekt se dostal od roku 1951 do vlastnictví n.p. Motorlet, který zde měl provoz prototypové výroby. Od areálu vlastní továrny byl areál bývalé Tresorie vzdálen jen asi 200 m, přes železniční přejezd tratě č. 122. Kupodivu se v Motorletu zaužíval termín "jdu do Kovony", nikoli "jdu do Trezorky". V roce 1998 odprodal Motorlet (tehdy již WALTER, a.s.) tovární objekt Na Hutmance 2 společnosti HVM Plasma, která zde sídlí dosud. Základní budova je opravena, byly přistavěny další budovy a celý areál slouží nadále strojírenské výrobě (technologie povlakování metodami PVD a PACVD).
Po společnosti Tresoria a.s. se jmenuje nedaleká ulice U Trezorky, která byla takto pojmenována resp. vznikla až v 21. století při výstavbě rezidence Waltrovka.

## Galerie

Areál Tresoria Jinonice (2018)
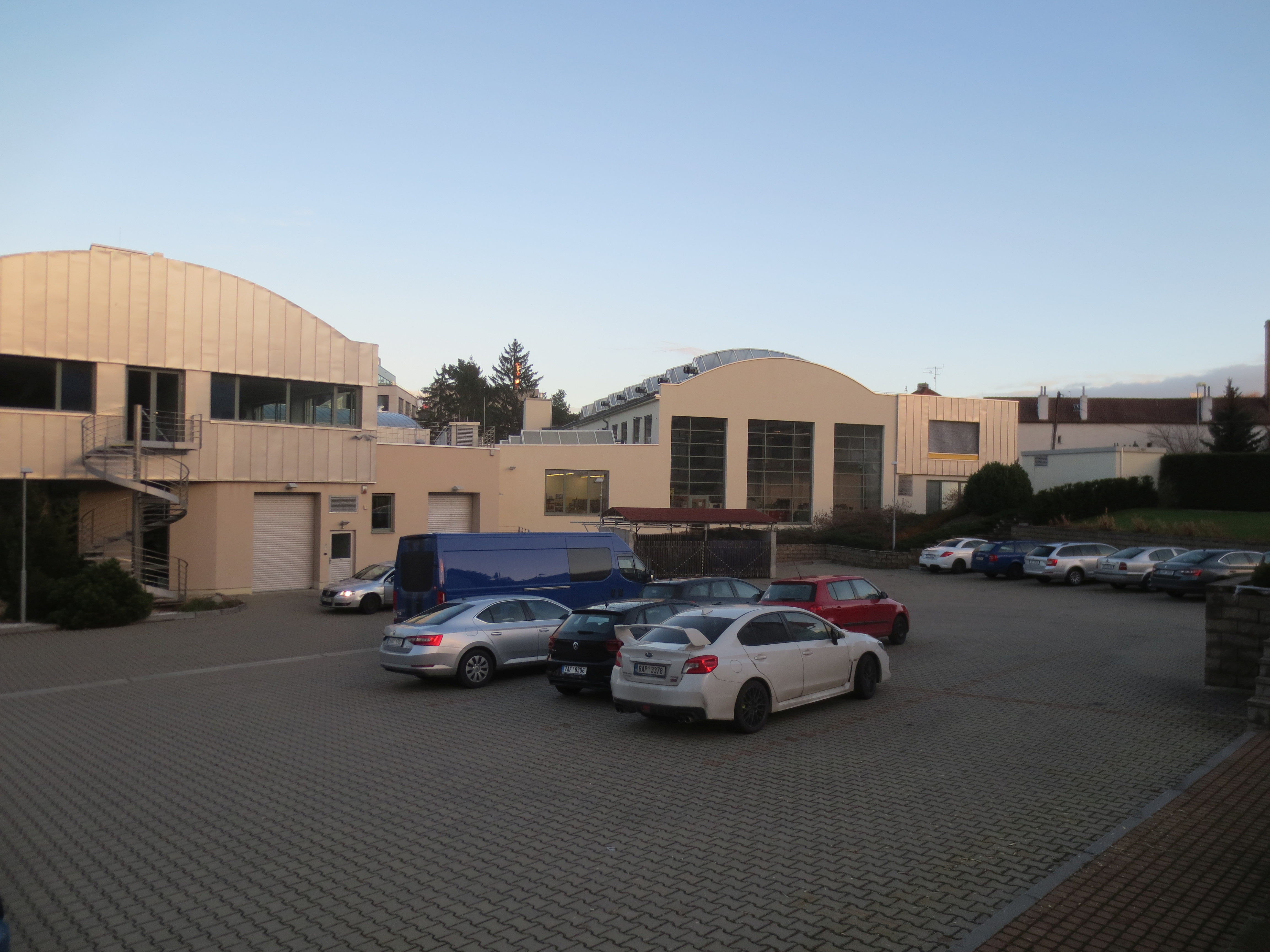
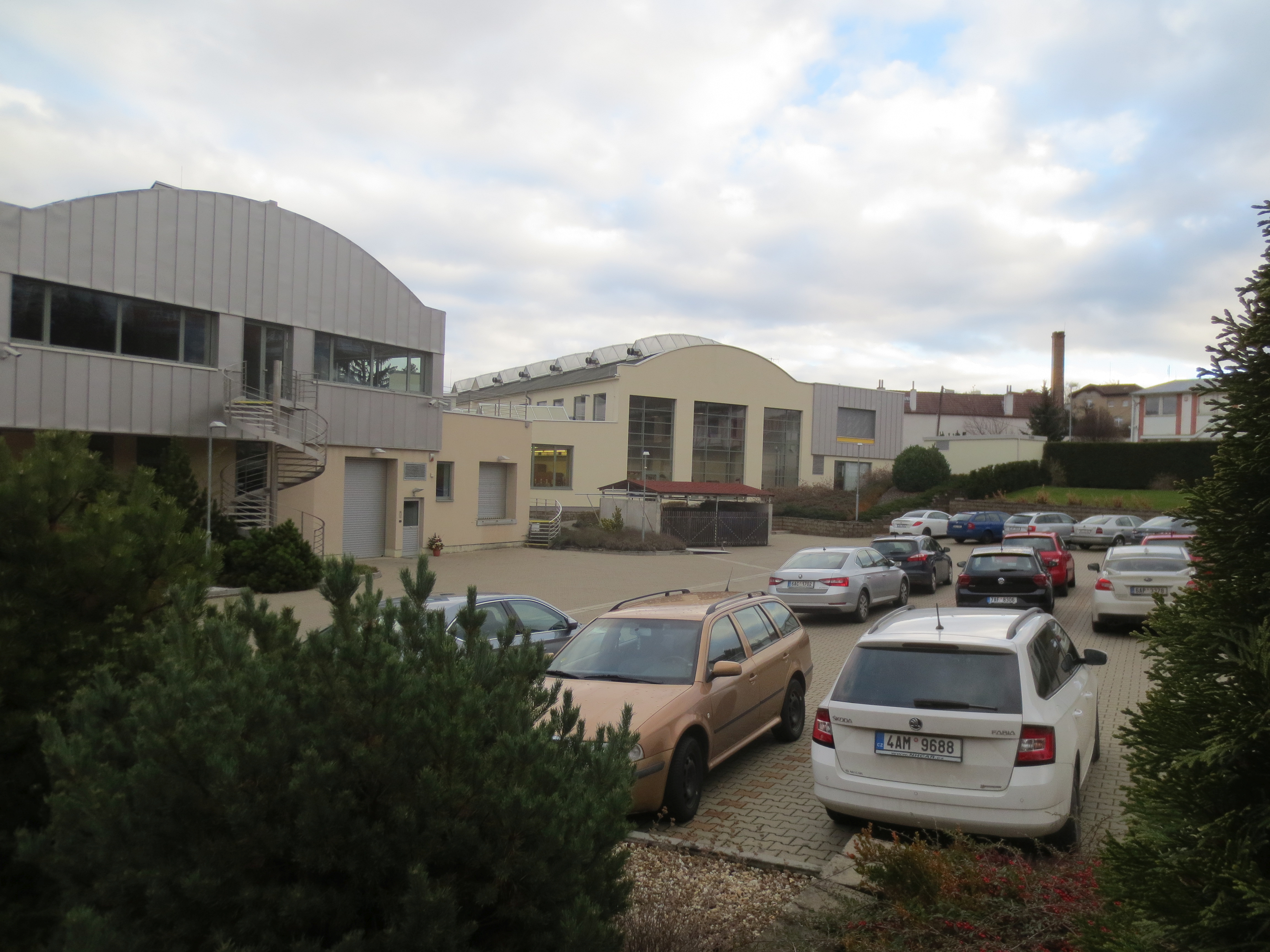
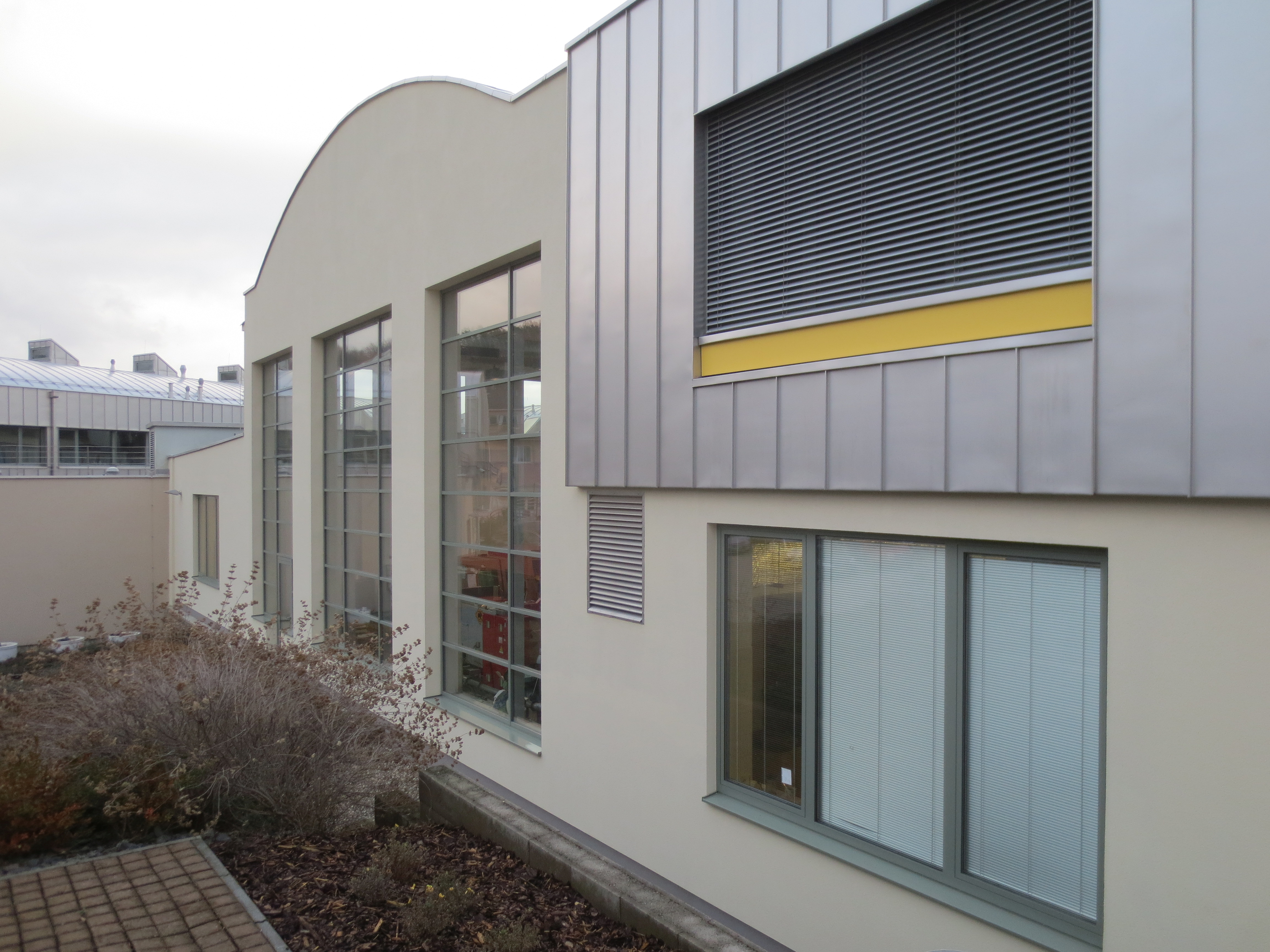